# Liste der geschützten Landschaftsbestandteile im Landkreis Harburg
Im Landkreis Harburg gibt es die folgenden ausgewiesenen geschützten Landschaftsbestandteile:
| Satzung zum Schutz von Bäumen und Hecken in der Stadt Buchholz in der Nordheide                                     | BW | GLB WL 00001 | Schutzzweck: Erhalt, Belebung und Gliederung des Orts- und Landschaftsbildes, Beitrag zur Leistungsfähigkeit des Naturhaushalts, Verbesserung des Kleinklimas, Abwehr schädlicher Einwirkungen | ⊙ |  | 24. Juni 2010 |
| Feuchtgebiet Ritzberg, Harmstorf                                                                                    | BW | GLB WL 00002 | Schutzzweck ist: - die Erhaltung und Entwicklung einer nicht mehr genutzten ehemaligen Grünlandfläche mit ausgedehnten Feuchtbereichen sowie den entsprechenden Lebensgemeinschaften, - die Erhaltung und Entwicklung der im Gebiet enthaltenen naturnahen Fließgewässer und der vorhandenen randständigen Gehölzbestände, - die Erhaltung einer Alteiche inmitten der Fläche, - Sicherung des Feuchtbiotops als Rückzugs- und Wiederausbreitungszelle für die entsprechenden in der Umgebung vorhandenen Arten und Lebensgemeinschaften. | ⊙ |  | 9. Dez. 1985  |
| Paaschberg, Salzhausen                                                                                              | BW | GLB WL 00003 | Um die Belebung und die Gliederung des Orts- und Landschaftsbildes zu erhalten und um zur Leistungsfähigkeit des Naturhaushaltes beizutragen und das Kleinklima zu sichern, wird in der Gemeinde Salzhausen der Paaschberg in seiner geoplastischen Struktur und alle vorhandenen Bäume mit einem Stammumfang ab 30 cm, gemessen in einer Höhe von 1 m über dem Erdboden, geschützt. | ⊙ |  | 1. März 1989  |
| Kleingewässer im Landkreis                                                                                          | BW | GLB WL 00004 | Erhaltung der Artenvielfalt von Pflanzen und Tieren sowie deren Lebensgemeinschaften, Sicherung eines leistungsfähigen Naturhaushalts und Wahrung der Reichhaltigkeit der Landschaft. | ⊙ |  | 4. Apr. 1989  |
| Satzung über den Schutz des Baumbestandes in der Gemeinde Bendestorf                                                | BW | GLB WL 00005 | Schutzzweck: Erhalt, Belebung und Gliederung des Orts- und Landschaftsbildes, Erhalt und Entwicklung der Leistungs- und Funktionsfähigkeit des Naturhaushalts | ⊙ |  | 21. Dez. 2010 |
| Satzung zum Schutze von Bäumen und Feldhecken in der Gemeinde Marschacht                                            | BW | GLB WL 00007 | | ⊙ |  | 31. Okt. 1991 |
| Satzung über die geschützten Landschaftsbestandteile Platane und Eibe in Pattensen                                  | BW | GLB WL 00008 | Erhaltung der Bäume auf dem Dorfplatz als platzbeherrschende und ortsbildprägende Dorfbäume. | ⊙ |  | 26. Mai 1993  |
| Lehmkuhlen, Brackel                                                                                                 | BW | GLB WL 00009 | Erhaltung und Entwicklung naturnaher Stillgewässer mit typischer Vegetationsentwicklung und Pioniergesellschaften frischer bis feuchter Standorte und trockenen Heidebeständen in einer ansonsten der natürlichen Sukzession überlassenen Tongrube als Standorte und Lebensräume typischer, z. T. gefährdeter Pflanzen- und Tierarten, insbesondere gefährdeter Amphibien- und Libellenarten. | ⊙ |  | 10. Apr. 1995 |
| Satzung zum Schutz von Bäumen in der Gemeinde Undeloh                                                               | BW | GLB WL 00010 | | ⊙ |  | 10. Dez. 1997 |
| Satzung zum Schutz von Bäumen in der Gemeinde Appel                                                                 |    | GLB WL 00011 | Geschützt sind Eichen und Buchen mit einem Stammumfang von 100 cm und mehr, gemessen in einer Höhe von 100 cm über dem Erdboden. Schutzzweck ist die Belebung und Gliederung des Ortsbildes, die Verbesserung des Kleinklimas, die Abwehr schädlicher Einwirkungen auf Natur und Landschaft durch die Erhaltung der geschützten Objekte und des Beitrags der Objekte zum Naturhaushalt. | ⊙ |  | 26. Feb. 1998 |
| Satzung zum Schutz der Bäume in der Gemeinde Rosengarten                                                            | BW | GLB WL 00012 | | ⊙ |  | 14. Juli 1999 |
| Satzung zum Schutz des Baumbestandes auf den Flurstücken 282/42 und 282/38, Flur 2, Gemarkung Fleestedt, Hennershof | BW | GLB WL 00014 | Erhaltung der Leistungsfähigkeit des Naturhaushaltes und des Kleinklimas sowie Gestaltung, Gliederung und Pflege des Ortsbildes | ⊙ |  | 22. März 1999 |
| Satzung zum Schutz der Buche auf dem Flurstück 48/4, Flur 1, Gemarkung Meckelfeld                                   | BW | GLB WL 00015 | | ⊙ |  | 3. Apr. 2003  |
| Legende für Geschützter Landschaftsbestandteil                                                                      |    |              | |   |  |               |